# Dorothy Wanja Nyingi
Dorothy Wanja Nyingi est une ichtyologue kenyane, qui est à la tête du département d'ichtyologie, au sein des Musées nationaux du Kenya. Elle est l'auteure du premier guide des poissons d'eau douce au Kenya.
Elle est décorée de l'ordre des Palmes académiques pour son travail sur la biodiversité des poissons et l'écologie aquatique. 

## Formation
Originaire de Nyeri, elle obtient un baccalauréat universitaire en sciences en zoologie de l'université de Nairobi en 1998, puis une maîtrise en hydrobiologie de l'université de Nairobi en 2002. Elle a étudié à l'université Montpellier-II, où elle a obtenu une maîtrise en sciences en 2004 et un doctorat en écologie et biologie de l'évolution en 2007. 
Ses études en France ont été prises en charge par une bourse accordée par le gouvernement français, relayé par l'Institut de recherche pour le développement (IRD),.

## Carrière

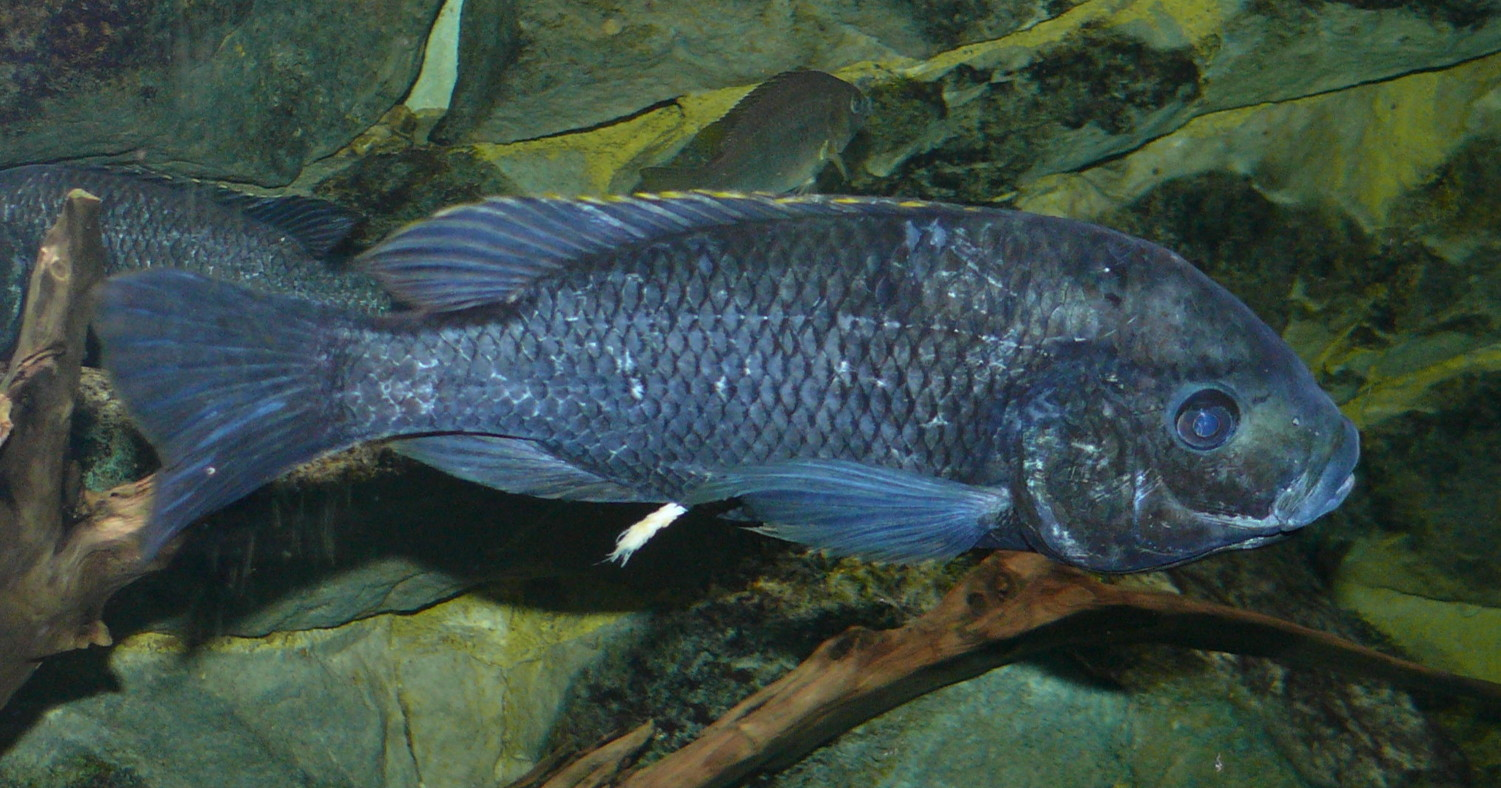
Oreochromis squamipinnis, de la famille des Cichlidae, l'un des poissons préférés de Dorothy Wanja Nyingi

Elle est partenaire de l'IPSI (International Partnership for the Satoyama Initiative ; Partenariat international pour l'initiative Satoyama), qui favorise la collaboration dans la conservation et la restauration de milieux naturels durables sous l'influence humaine (Socio-Ecological Production Landscapes and Seascapes: SEPLS) par le biais d'une reconnaissance mondiale plus large de leur valeur, représentant à la fois KENWEB (The Kenya Wetlands Biodiversity Research Team) et les Musées nationaux du Kenya.

## Publications
- Guide to the Common Freshwater Fishes of Kenya (2013)[5]
- Étude de la structuration génétique des populations du tilapia du Nil Oreochromis niloticus à l'aide des microsatellites et de l'ADN mitochondrial (RFLP).